# Smučarska skakalnica
Smučarska skakalnica je naprava za smučarske skoke in polete. Sestavljena je iz strmega naleta, povsem položne odskočne mize, doskočišča (naklon 25–41 stopinj) in izteka. Iztek po navadi obkrožajo tribune za gledalce.

## Vrste skakalnic
- Srednja skakalnica, (Normal hill (NH)) - (K-90):

Skakalci dosežejo daljave največ do 110 metrov.
Preizkušenj na takih skakalnicah je v svetovnem pokalu malo.
- Velika skakalnica,  (Large hill (LH))  - (K-120):

Skakalci dosežejo daljave največ do 150 metrov. 
Preizkušenj na takih skakalnicah je v svetovnem pokalu največ.
- Letalnica,  (Ski-flying hill (SF))  - od (K-160) do (K-225), največ letalnic K-180:

Skakalci dosežejo daljave preko 200 metrov, na manjših do 180 metrov. 
V sezoni svetovnega pokala poteka vsaj enkrat.